# Lomnice (Sokolovi járás)
Lomnice település Csehországban, a Sokolovi járásban. Lomnice Dolní Nivy, Svatava, Josefov, Vintířov és Královské Poříčí településekkel határos. Lakosainak száma 1356 fő (2024. január 1.).

## Népesség
A település lakosságának változását az alábbi diagram mutatja:
| Lakosok száma | 1007 | 1351 | 2334 | 1776 | 1110 | 1093 | 1312 | 1336 | 1367 | 1356 |
|               | 1869 | 1890 | 1921 | 1950 | 1980 | 2001 | 2017 | 2019 | 2022 | 2024 |